# Mott the Hoople
Mott the Hoople was een Engelse rockband uit de jaren 1970. De band is voornamelijk bekend van het nummer All the Young Dudes dat door David Bowie geschreven was voor de band.

## Geschiedenis

### Ontstaan
In 1968 richten Mick Ralphs, Verden Allen, Peter Watts en Dale "Buffin" Griffin de band Silvence op in het graafschap Herefordshire in Engeland. Aangevuld met zanger Stan Tippens, nam de band in 1969 demo's op in de Rockfield Studios in Wales. Na een ongeluk was Tippens niet in staat bij de band te blijven. De overgebleven bandleden tekenden een contract bij Island Records en verhuisden naar Londen om met producer Guy Stevens samen te werken.
Stevens veranderde de bandnaam in "Mott the Hoople", naar het boek met dezelfde titel van Willard Manus. De band vond in Ian Hunter een nieuwe zanger en Tippens bleef betrokken bij de band als tour manager. In 1969 bracht de band haar debuutalbum Mott the Hoople uit, dat een groot succes had in cultkringen.
Vervolgalbums Mad Shadows (1970), Wildlife (1971) en Brain Capers (1971) sloegen noch in het commerciële -, noch in het alternatieve circuit aan, en de band stond op het punt om te stoppen.

### Succesjaren
De Britse zanger David Bowie was vanaf het begin een fan van de band. Toen hij te horen kreeg dat Mott the Hoople wilde stoppen overtuigde hij de band door te gaan en bood het nummer Suffragette City, van het nog te verschijnen album The Rise and Fall of Ziggy Stardust and the Spiders from Mars aan. De band weigerde dit nummer echter en Bowie schreef vervolgens All the Young Dudes voor de band. De single, en het door Bowie geproduceerde album met dezelfde naam, waarop ook The Spiders from Mars-gitarist Mick Ronson meespeelde, werden in de zomer van 1972 uitgebracht en werden een groot commercieel succes in het Verenigd Koninkrijk. Na de opname van dit album stapte Allen uit de band.
Het volgende album was Mott (1973); tot op heden het bestverkopende album van de band in de Verenigde Staten. In het Verenigd Koninkrijk leverde dit album twee hits op, Honaloochie Boogie en All the Way from Memphis. Op beide nummers speelde Andy Mackay van Roxy Music saxofoon.
Hoewel de band nu doorgebroken was, zou zij toch spoedig ophouden te bestaan. Ralphs verliet Mott the Hoople in 1973 voor Bad Company. Hij werd vervangen door Luther Grosvenor, die onder de naam 'Ariel Bender' tot de band toetrad. Tegelijkertijd werd Morgan Fisher, voorheen van Love Affair, lid van de band. In 1974 werd Grosvenor vervangen door Mick Ronson.
In 1974 toerde de band in Amerika met Queen in het voorprogramma. Na de tour verlieten Hunter en Ronson de band om als duo verder te gaan. Ze werden vervangen door Ray Major en Nigel Benjamin en de band veranderde haar naam in Mott.

### De band na Hunter
De band bracht in deze bezetting twee albums uit, Drive On (1975) en Shouting and Pointing (1976); beide zonder succes. In 1976 verliet Benjamin de band; hij werd vervangen door John Fiddler. In 1978 doopte Mott zich om tot British Lions, maar succes bleef uit en in 1980 viel het doek definitief.
Hunter en Ronson traden onregelmatig op tot Ronsons dood in 1993. Sinds het vertrek uit de band werkt Hunter tevens aan zijn solocarrière.
Begin oktober 2009 heeft de band in de oorspronkelijke bezetting vijf uitverkochte optredens gegeven in Londen.

### Overlijden Dale Griffin, Peter Overend Watts en Mick Ralphs
Dale Griffin overleed in 2016 op 67-jarige leeftijd aan de gevolgen van alzheimer. Basgitarist Peter Overend Watts overleed in 2017 op 69-jarige leeftijd. Mick Ralphs overleed in juni 2025 toen hij 81 jaar was.

## Discografie

### Mott the Hoople-singles
Vermelde hitnoteringen hebben betrekking op het VK.
- "Rock and Roll Queen" / "Backsliding Fearlessly" (1969)
- "Midnight Lady" / "It Must Be Love" (1971)
- "Downtown" / "Home Is Where I Want to Be" (1971)
- "All the Young Dudes" * / "One of the Boys" (1972) – nr. 3
- "One of the Boys" / "Sucker" (1972) – nr. 96
- "Sweet Jane" / "Jerkin Crocus" (1972)
- "Honaloochie Boogie" / "Rose" (1973) – nr. 12
- "All the Way from Memphis" ** / "Ballad of Mott the Hoople" (1973) – nr. 10
- "Roll Away the Stone" / "Where Do You All Come From" (1973) – nr. 8
- "The Golden Age of Rock 'n' Roll" / "Rest in Peace" (1974) – nr. 16
- "Foxy, Foxy" / "Trudi's Song" (1974) – nr. 33
- "Saturday Gigs" / "Jerkin' Crocus/Sucker/Violence" (1974) – nr. 41

*Een cover van het door David Bowie geschreven All the Young Dudes verscheen op het album Tattooed Millionaire van Bruce Dickinson, in 1990.
**Brian May nam een cover op van All the Way from Memphis voor zijn album Another World. Ian Hunter was hierop ook te horen.

### Mott the Hoople-albums
- Mott the Hoople (1969) – VK nr. 66 / VS nr. 185
- Mad Shadows (1970) – VK nr. 48
- Wildlife (1971) – VK nr. 44
- Brain Capers (1971)
- All the Young Dudes (1972) – VK nr. 21 / VS nr. 89
- Mott (1973) – VK nr. 7 / VS nr. 35
- The Hoople (1974) – VK nr. 11 / VS nr. 28
- Live (1974) – VK nr. 32 / VS nr. 23

#### Postume albums
- Two Miles From Heaven (1980)
- Original Mixed Up Kids - The BBC Recordings (1996)
- All the Young Dudes: The Anthology (1998)
- Rock'n'Roll Circus Live 1972 (2000)
- A Tale of Two Cities (2000)
- Two Miles From Live Heaven (2001)
- Mott the Hoople Live - 30th Anniversary Edition (2004)
- Family Anthology (2005)
- Live Fillmore West (2006)
- Fairfield Halls, Live 1970 (2007)

#### Mott-albums
- Drive On (1975) – VK nr. 35
- Shouting and Pointing (1976)

#### British Lions-albums
- British Lions (1977) – VS nr. 83
- Trouble with Women (1978)

### Hitnoteringen
| Single met eventuele hitnotering(en) in de Nederlandse Top 40 | Datum van verschijnen | Datum van binnenkomst | Hoogste positie | Aantal weken | Opmerkingen                 |
| ------------------------------------------------------------- | --------------------- | --------------------- | --------------- | ------------ | --------------------------- |
| All the Young Dudes                                           | 1972                  | 09-09-1972            | 27              | 5            | nr. 20 in de Single Top 100 |
| Foxy, Foxy                                                    | 1974                  | 07-09-1974            | tip2            | -            |                             |

### NPO Radio 2 Top 2000
| Nummer met noteringen in de NPO Radio 2 Top 2000 | '99  | '00 | '01  | '02  | '03  | '04  | '05  | '06  | '07 | '08  |
| ------------------------------------------------ | ---- | --- | ---- | ---- | ---- | ---- | ---- | ---- | --- | ---- |
| All the Young Dudes                              | 1513 | -   | 1445 | 1916 | 1928 | 1796 | 1997 | 1980 | -   | 1972 |

1. ↑  Een '-' betekent dat het nummer niet was genoteerd en een vetgedrukt getal geeft de hoogste notering aan.
2. ↑  Deze tabel is bijgewerkt tot en met de meest recente editie (2024).